# Sabana inundable
En biogeografía, las sabanas inundables son un ecosistema de sabana intertropical, presente en América del Sur.

## Distribución
Las sabanas inundables se encuentran en Colombia y Venezuela. Están presentes en Arauca y Casanare. En Bolivia también se encuentran sabanas inundables, específicamente en el departamento del Beni.

## Fisiografía y aspectos climáticos
Las sabanas inundables de Arauca y Casanare, comprendida entre el sur del río Arauca y el norte del Río Meta, se caracterizan por presentar topografía plana y cóncava con zonas particularmente bajas que corresponden a bajos y esteros que se inundan durante la estación de lluvias. Estas sabanas prestan muchos servicios ambientales, entre estos la regulación del ciclo de nutrientes, así como el ciclol hídrico superfial, el control de la erosión, la productividad, y la retención de CO2. Adicionalmente ofrecen servicios como el turismo, la recreación, y la educación, además son parte
esencial de la cultura y la vida del llanero, por esto es fundamental su conservación.
Los ciclos de sabana inundable están determinados por la precipitación anual, el tiempo de duración de las lluvias, y el nivel de agua que alcanzan. Casanare se caracteriza por sus sabanas estacionales en las que se presentan sabanas desecadas durante la estación seca y excedentes de agua durante la temporada de lluvias. La época seca va desde diciembre hasta marzo, luego entre abril y noviembre inicia un periodo en el que incrementan las lluvias siendo particularmente intensas entre mayo y agosto.

## Flora
En el espacio natural se encuentran ejemplares de más 606 plantas.

## Fauna
En el espacio natural se encuentra una mega-diversidad en la que se encuentran

### mamíferos
Con 62 especies.

### aves
Con 178 especies.

### reptiles
Con 25 especies.

### anfibios
Con 24 especies.

### peces
Con 176 especies.

## Precipitación
el rango de precipitación sería de 1800 a 4000 mm y la temperatura sería de 24 C.
La precipitación promedio anual es de 1840 mm y mensual de 153 mm; durante el periodo de lluvias puede haber un nivel de inundación superior a los 10 cm (Minorta-Cely y Rangel-Ch 2014). En el área de estudio se distinguen dos formaciones en la sabana inundable con diferencias en la microtopografía del terreno.